# 吉林大桥
吉林大桥位于中国吉林省吉林市，是跨越松花江的一座桥梁，连接船营区和丰满区。1937年动工，1940年通车。大桥连接吉林大街南北两部分。
旧桥全长449米，宽23米，双向4车道。在1946年国共内战中曾被炸断，后在1952年8月修复通车。由于旧桥老化严重，在2013年开始部分车辆限制通行。2014年6月11日，因旧桥桥体出现裂缝，大桥被封闭。
为了保证不中断吉林大街的过江能力，新桥于2014年6月15日开工建设，同年11月2日竣工通车。大桥全长855米，宽35米，双向6车道，上下行分离，新桥桥体距离旧桥6米。